# Bulgarien i olympiska sommarspelen 1964
Bulgarien deltog med 63 deltagare vid de olympiska sommarspelen 1964 i Tokyo. Totalt vann de tre guldmedaljer, fem silvermedaljer och två bronsmedaljer.

## Medaljer

### Guld
- Bojan Radev - Brottning, grekisk-romersk stil, lätt tungvikt.
- Enju Valtjev - Brottning, fristil, lättvikt.
- Prodan Gardzjev - Brottning, fristil, mellanvikt.

### Silver
- Angel Kerezov - Brottning, grekisk-romersk stil, flugvikt.
- Kiril Petkov - Brottning, grekisk-romersk stil, weltervikt.
- Stantjo Kolev - Brottning, fristil, fjädervikt.
- Ljutvi Achmedov - Brottning, fristil, tungvikt.
- Velitjko Velitjkov - Skytte.

### Brons
- Said Mustafov - Brottning, fristil, lätt tungvikt.
- Alexander Nikolov - Boxning, lätt tungvikt.